# Pedres de cérvol

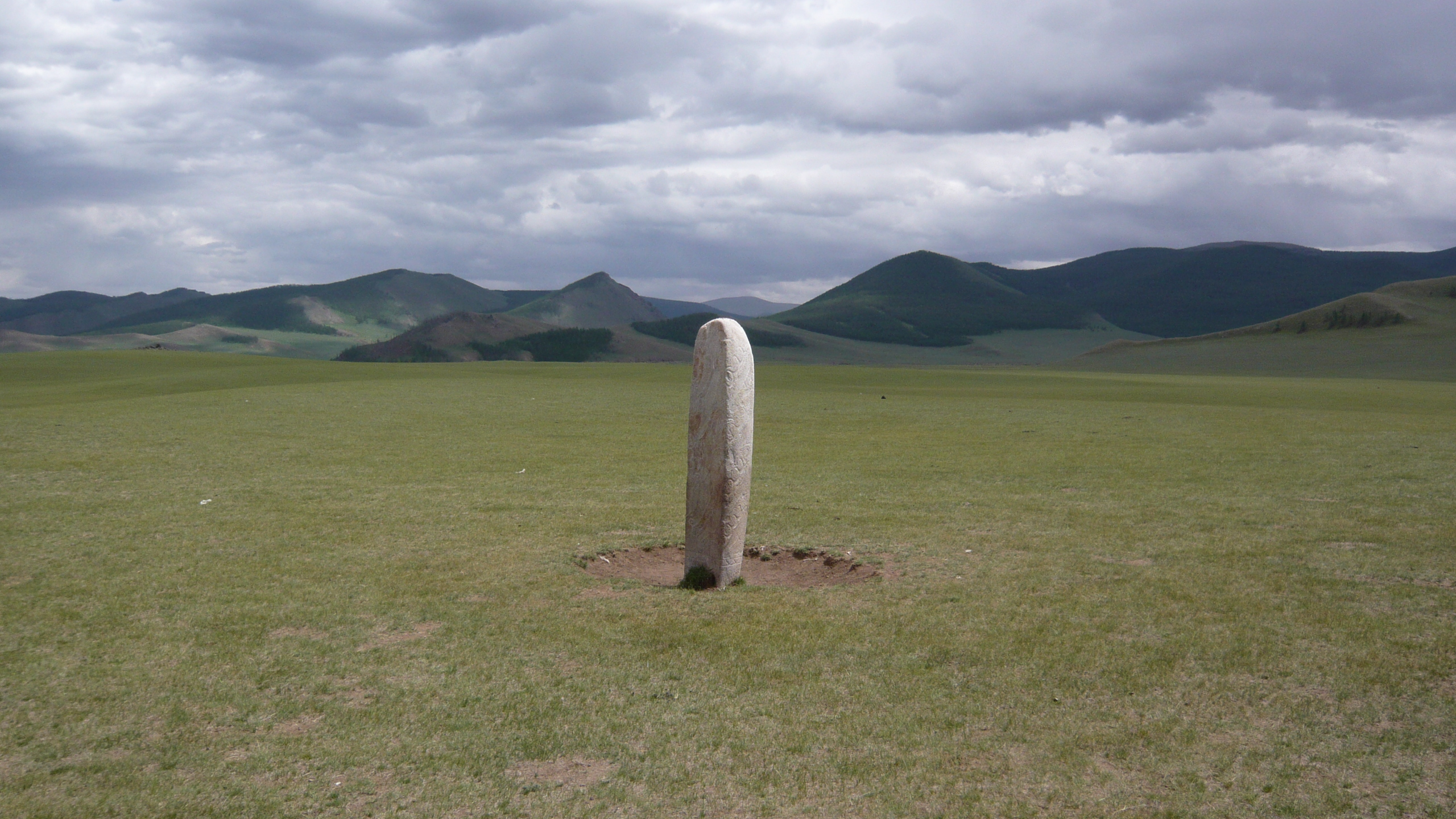
Pedra de cérvol prop del salt d'aigua Ulaan Tsutgalan al riu Orkhon, Mongòlia

Les pedres de cérvol són monuments en forma de pedres erectes d'entre 1-3 m d'alçada que es troben a l'Àsia central, principalment a Mongòlia. El seu nom prové del fet que els símbols afaiçonats en la pedra són figures de cérvols molt estilitzades, amb el cos allargat i grans banyes corbades.
Se n'han trobat al voltant de 550 a les zones estepàries de Mongòlia, de manera aïllada o en grups de mida variable, sovint en associació amb túmuls d'enterrament.
La seva edat, origen i significat no estan completament aclarits, tot i que se suposa que van ser creats a l'edat del bronze i que representen els llocs d'enterrament de persones d'alt rang local. Els mongols consideren que aquests llocs d'enterrament i les pedres de cérvol tenen caràcter sagrat.

## Simbolisme

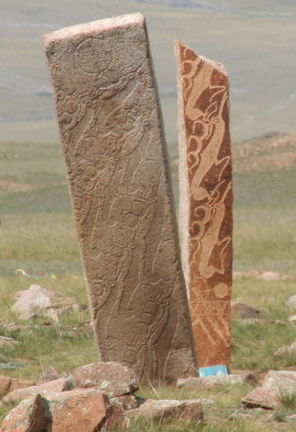
Detall de dues pedres de cérvol

Les figures dels cérvols sovint van acompanyades d'un cercle a la part superior i d'una daga estilitzada i un cinturó a la base, la qual cosa ha fet suposar que representaven persones d'alt rang. Les pedres de cérvol, solitàries o formant complexos, no contenen restes humanes, però sovint es troben prop de túmuls on sí que se n'han trobat. Això suggereix que les pedres de cérvol i els túmuls són aspectes complementaris d'un sistema mortuori amb aquests dos elements bàsics, un amb el cos de la persona morta i l'altre sense.
D'altra banda, en les excavacions realitzades per la Smithsonian Institution s'han trobat restes de caps de cavall acompanyades de les primeres vèrtebres (generalment set) i orientades cap a l'est.
Existeixen tres tipus de patrons de pedres de cérvol, tot i que cadascuna és única. Les que semblen ser les originals, anomenades clàssiques, presenten figures de caçadors humans i més elaboració dels símbols. Les pedres de l'oest inclouen més línies diagonals i estan dividides en dues seccions, partides per una mena de franja o cinturó. Per acabar les pedres sayan mostren altres animals a part dels cérvols.

## Edat
Les pedres de cérvol han estat difícils de datar pel mètode de datació de carboni 14 i la seva edat ha estat determinada per mètodes indirectes, per l'estil de les eines representades en les figures. A partir d'aquests mètodes s'ha calculat que havien estat creades al voltant del 2500-2800 aC, coincidint amb l'inici del període de l'art escitià.
Això no obstant uns estudis de camp posteriors han trobat al voltant de les pedres de cérvol restes de pedres picades amb mides similars a les parts excavades per elaborar els dissenys, la qual cosa suggereix que tant les pedres de cérvol com l'enterrament dels caps de cavall trobats tenen la mateixa edat. La datació per carboni 14 de les restes biològiques ha permès datar amb més precisió l'edat d'aquests megàlits per situar-los en una franja d'entre 3.200-2.800 anys d'antiguitat, alguns centenars d'anys abans de les primeres manifestacions d'art escitià, que tenen una antiguitat de 2.600-2.700 anys.

## Conservació
El fet de trobar-se en zones remotes i aïllades ha fet que siguin monuments poc estudiats. La Smithsonian Institution, amb l'Arctic Studies Center i en col·laboració amb el Museu Nacional d'Història i altres institucions de Mongòlia, començà l'any 2001 una sèrie de campanyes de recerca que han contribuït a incrementar notablement el coneixement que en tenim així com la zona àrtica d'Amèrica (territori del Yukon i Alaska). En la campanya del 2006, en col·laboració amb l'Acadèmia de Ciències de Mongòlia, en començà un projecte d'escanejat 3D per làser. En l'actualitat es consideren un dels tresors culturals que cal preservar i protegir de les condicions ambientals i, cada vegada més, de la pressió humana.